# 根室縣
根室縣（日语：〔〕／ Nemuro ken */?）為日本北海道在開拓使完成十年計畫後，於1882年2月8日廢除開拓使後所設置的縣，同一時期在北海道所設置的縣還有函館縣和札幌縣；1886年1月26日，日本政府為統一管理整個北海道的發展建設，決定廢除位於北海道的三個縣改設置北海道廳，原有的組織則改為根室支廳。

## 概況
根室縣由原本的開拓使根室支廳改制而成，縣廳設於原根室國根室郡的根室梅枝町（現在的根室市）。其轄區包括原根室國、釧路國、千島國的全區和北見國的紋別郡、常呂郡、網走郡、斜里郡，也就是現在的根室振興局、釧路綜合振興局、鄂霍次克綜合振興局、和十勝綜合振興局的足寄郡，以及南千島群島。
以地理上來看，根室縣的轄區位於十勝國的東端至北方的宗谷岬連線的以東區域。
1886年時全縣人口約為1.7萬。